# Kurt Becher
Andreas Ernst Kurt Becher (Hamburg, 1909. szeptember 12. – Hamburg, 1995. augusztus 8.) SS ezredes, aki aktívan részt vett a magyarországi zsidók deportálásában.

## Élete
Gazdag családba született. 1934-ben lépett be az SS lovashadosztályba, ahol előbb hadnagy lett, majd ezredes. Részt vett 1939-ben Lengyelország lerohanásában. Csapata sok zsidót legyilkolt az offenzíva során, de személyes részvételét a gyilkosságokban nem sikerült bizonyítani. 1944-ig Oroszországban szolgált, majd Magyarország 1944. március 19-i megszállása után az SS Gazdasági kirendeltségének magyarországi elnöke lett. Ennek a szervezetnek az volt a célja, hogy a magyarországi zsidók vagyonát minél teljesebben kisajátítsák. A Harmadik Birodalom megbizottja a magyar Weiss Manfréd-konszern német kézbe adásának illetve a magyar ipar Birodalomba történő kitelepítésére. Részt vett Himmler különbéke iránti tájékozódásában is. Hat bőröndben vitt ki Magyarországról kb. 8,6 millió svájci frank értékű, főleg zsidóktól elkobzott aranyat és ékszert Németországba. 
A háború után Bechert is háborús bűnösnek nyilvánították, Nürnbergben letartóztatták, de egy magyar származású zsidó, Kasztner Rezső tanúvallomása nyomán, amelyben Becher magyarországi tevékenységét pozitívan állította be, szabadon engedték (ami miatt Kasztner 1957-ben, Izraelben gyilkosság áldozata lett).
A háború után Becher sikeres üzletember lett, 1960-ban az NSZK egyik leggazdagabb embereként tartották számon; ő volt az igazgatója többek között a Köln-Handel Gesellschaftnak is, de a magyar élelmiszerexportőr Monimpex Külkereskedelmi Vállalat nyugat-német képviseletét is ellátta. 1961-ben elvállalta, hogy tanúvallomást tesz Adolf Eichmann ügyében, akinek Jeruzsálemben volt a pere, de csak egy feltétellel: nem utazik Izraelbe, így vallomását Németországban rögzítették.